# Jordan 194
El Jordan 194 fue el coche con el que el equipo Jordan compitió en la temporada 1994 de Fórmula 1. El coche número 14 fue conducido por Rubens Barrichello y el coche número 15 por Eddie Irvine, con Aguri Suzuki y Andrea de Cesaris reemplazando a Irvine cuando fue suspendido por tres carreras a principios de temporada. Kelvin Burt fue nombrado piloto de pruebas, pero su kilometraje en el coche era limitado.

## Diseño
El motor era un Hart 1035 3.5 V10, una versión desarrollada del motor que había demostrado ser prometedora en 1993. Con las ayudas al conductor como el control de tracción y la suspensión activa prohibidas para la temporada 1994, el coche utilizó una caja de cambios semiautomática convencional y doble varilla de empuje, suspensión de horquilla. Las regulaciones técnicas más simples de 1994 parecieron beneficiar a Jordan y el 194 recuperó el nivel de rendimiento visto en la temporada de debut del equipo, 1991. De hecho, la caja de aire reducida y el alerón delantero caído del 194 recordaron las características de diseño del 191.

## Resumen de la temporada
Barrichello comenzó la temporada con un cuarto puesto en el Gran Premio de Brasil de 1994, igualando el mejor resultado de la historia del equipo y regresando a casa como el brasileño con mejor resultado después de que Senna se retirara de la carrera. Sin embargo, Irvine estuvo involucrado en un accidente grave con Jos Verstappen, Éric Bernard y Martin Brundle, lo que provocó el abandono de los cuatro coches. Se consideró que Irvine había causado el accidente y se le prohibió participar en la siguiente carrera. Él y el equipo apelaron, pero la prohibición se extendió a tres carreras.
Aguri Suzuki se unió al equipo con poca antelación para el Gran Premio del Pacífico, pero no estaba bien preparado para regresar a la F1 y no logró un buen desempeño. En este GP, Barrichello consiguió su primer podio en la F1 y el de Jordan, con el tercer puesto y el segundo lugar en el campeonato sólo detrás de Michael Schumacher. En el siguiente GP de San Marino, Barrichello resultó herido en un accidente de entrenamiento y no tomó la salida en la carrera que vio la muerte de Ayrton Senna. Andrea de Cesaris sustituyó a Irvine, todavía sancionado, en San Marino y en el siguiente Gran Premio de Mónaco, donde terminó en cuarto lugar. Irvine regresó al Gran Premio de España y anotó un punto por el sexto lugar, mientras Barrichello todavía parecía sufrir tras su accidente y la muerte de Senna, su compatriota e ídolo.

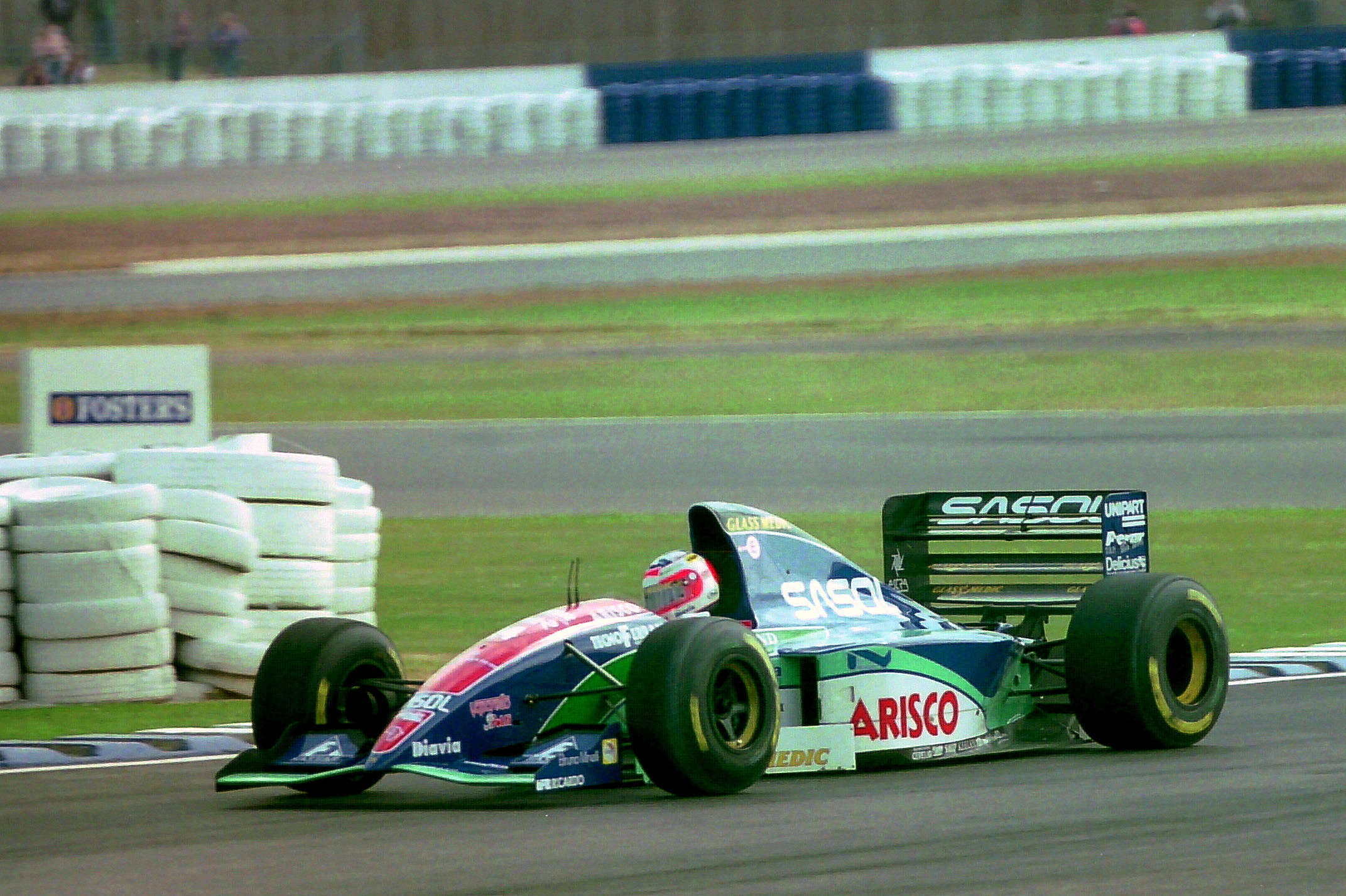
Barrichello en el Gran Premio de Gran Bretaña

A medida que avanzaba la temporada, ambos pilotos siguieron puntuando de forma bastante consistente. Barrichello obtuvo el cuarto lugar en los Grandes Premios de Gran Bretaña, Italia, Portugal y Australia, e Irvine fue cuarto en el Gran Premio de Europa y quinto en el Gran Premio de Japón. En el Gran Premio de Bélgica, Barrichello registró el mejor tiempo en la clasificación del viernes en una pista que se secaba rápidamente. Como la clasificación del sábado estaba mojada, nadie pudo superar su tiempo, por lo que consiguió su primera pole position en la F1 y la de Jordan, y se convirtió en el poseedor de la pole position más joven en la historia de la F1, un récord que se mantuvo hasta que Fernando Alonso consiguió su primera pole position en el Gran Premio de Malasia de 2003. Barrichello se retiró de la carrera luego de un error de conducción al doblar a un coche más lento. La temporada terminó con Jordan anotando 28 puntos, su puntuación estacional más alta en ese momento, y recuperándose al quinto lugar en el Campeonato de Constructores detrás de los "cuatro grandes" equipos de Williams, Benetton, Ferrari y McLaren.
En el Gran Premio de Italia, Jordan anunció un acuerdo para utilizar motores Peugeot con soporte de fábrica en la F1 a partir de 1995, lo que significa que la relación con Hart llegó a su fin después del Gran Premio de Australia. Los motores Peugeot impulsaban el nuevo Jordan 195.

## Livery
El patrocinador principal del equipo fue Sasol por tercer y último año, con apoyo financiero adicional de Arisco, el gobierno irlandés y otros patrocinadores más pequeños. El patrocinio de Barclay fue eliminado del equipo.
En el Gran Premio de Francia, el 194 marcó el marcador de la victoria de la selección de fútbol de la República de Irlanda sobre Italia durante la fase de grupos de la Copa Mundial de Fútbol de 1994.

## Resultados
(Clave) (negrita indica pole position) (cursiva indica vuelta rápida)

| Año     | Motor    | Neu. | N.º | Pilotos            | 1   | 2   | 3   | 4   | 5   | 6   | 7   | 8   | 9   | 10  | 11  | 12  | 13  | 14  | 15  | 16  | Puntos | Pos. |
| ------- | -------- | ---- | --- | ------------------ | --- | --- | --- | --- | --- | --- | --- | --- | --- | --- | --- | --- | --- | --- | --- | --- | ------ | ---- |
| 1994    | Hart V10 | G    |     |                    | BRA | PAC | SMR | MON | ESP | CAN | FRA | GBR | GER | HUN | BEL | ITA | POR | EUR | JPN | AUS | 28     | 5.º  |
| 1994    | Hart V10 | G    | 14  | Rubens Barrichello | 4   | 3   | DNQ | Ret | Ret | 7   | Ret | 4   | Ret | Ret | Ret | 4   | 4   | 12  | Ret | 4   | 28     | 5.º  |
| 1994    | Hart V10 | G    | 15  | Eddie Irvine       | Ret | EX  | EX  | EX  | 6   | Ret | Ret | DNS | Ret | Ret | 13  | Ret | 7   | 4   | 5   | Ret | 28     | 5.º  |
| 1994    | Hart V10 | G    | 15  | Aguri Suzuki       |     | Ret |     |     |     |     |     |     |     |     |     |     |     |     |     |     | 28     | 5.º  |
| 1994    | Hart V10 | G    | 15  | Andrea de Cesaris  |     |     | Ret | 4   |     |     |     |     |     |     |     |     |     |     |     |     | 28     | 5.º  |
| Fuente: |          |      |     |                    |     |     |     |     |     |     |     |     |     |     |     |     |     |     |     |     |        |      |